# Lamniceps gigliotosi
Lamniceps gigliotosi är en insektsart som beskrevs av Bolívar, I. 1903. Lamniceps gigliotosi ingår i släktet Lamniceps och familjen vårtbitare. Inga underarter finns listade i Catalogue of Life.